# Nawrocki (nazwisko)
Nawrocki (forma żeńska: Nawrocka, liczba mnoga: Nawroccy) – polskie nazwisko powszechnie notowane od około 1721 roku. Znane są jednak nieliczne przypadki nadawania nazwiska „Nawrocki” już w latach 30. XVII wieku. Głównie w Wielkopolsce.

## Etymologia
Inaczej Nawrócony, Nawracający, Nowo nawrócony lub Przechrzczony albo Przywrócony. 
Prawdopodobnie utworzone zostało formantem od nazwiska Nawrot, gdzie t zamieniano na cki w celu uszlachetnienia lub od częstego w XVIII wieku przechrzczenia albo nawrócenia. Nazwisko Nawrocki i pokrewne jemu nazwiska, powstawały też od nazw folwarków i dawnych osad podobnie brzmiących jak: Nawra czy Nawry. Nowo nawróconych często chrzczono z nowo brzmiącym nazwiskiem Nawrocki. Rzadziej spotykana forma pochodząca od obrońcy wiary – inaczej Nawracający.

## Rody szlacheckie
Nazwisko Nawrocki nosiło kilka rodów szlacheckich. Byli to: Nawroccy (herbu Lubicz), Nawroccy (herbu Pobóg), Nawroccy (herbu Szaława) oraz Nawroccy (herbu Nawrocki), (wg Prażmowskiego), a także rodziny Nawrockich które pieczętowały się mało znanymi herbami własnymi jak np. Nawry (przekazywane np. od Nawrotów). Zapewne istniały też rodziny nie należące do szlachty. Wzmianki o Nawrockich z tatarskim rodowodem zamieszcza w swym herbarzu np. Stanisław Dziadulewicz.

## Demografia
Na początku lat 90. XX wieku w Polsce mieszkało ponad 21 tys. osób o tym nazwisku, najwięcej osób o nazwisku Nawrocki zamieszkiwało województwo wielkopolskie. Według najnowszych danych bazy PESEL z dnia 22 stycznia 2025 roku nazwisko to nosiło 19 692 obywateli Polski.
Nazwisko Nawrocki w województwach (wraz z podziałem na płeć):
- dolnośląskie: 649 mężczyzn, 700 kobiet
- kujawsko-pomorskie: 923 mężczyzn, 893 kobiet
- lubelskie: 376 mężczyzn, 338 kobiet
- lubuskie: 340 mężczyzn, 350 kobiet
- łódzkie: 777 mężczyzn, 826 kobiet
- małopolskie: 379 mężczyzn, 355 kobiet
- mazowieckie: 922 mężczyzn, 983 kobiet
- opolskie: 152 mężczyzn, 173 kobiet
- podkarpackie: 250 mężczyzn, 264 kobiet
- podlaskie: 129 mężczyzn, 136 kobiet
- pomorskie: 453 mężczyzn, 458 kobiet
- śląskie: 554 mężczyzn, 563 kobiet
- świętokrzyskie: 133 mężczyzn, 110 kobiet
- warmińsko-mazurskie: 278 mężczyzn, 250 kobiet
- wielkopolskie: 2 359 mężczyzn, 2 400 kobiet
- zachodniopomorskie: 455 mężczyzn, 452 kobiet